# Paradyzja
Paradyzja est un roman dystopique de l'auteur polonais Janusz A. Zajdel. Le roman fut publié en Pologne en 1984. L'auteur reçut à titre posthume le Prix du fandom polonais SFINKS pour ce livre[réf. nécessaire]. Ce prix a été renommé depuis 1986 et est traditionnellement décerné par Jadwiga Zajdel, sa veuve.

## Résumé
Une société de plusieurs dizaines de millions d'individus est abritée dans le satellite artificiel d'une planète riche en métaux précieux, mais à la géologie très instable (éruptions volcaniques, etc.). C'est justement ce facteur-là qui a rendu sa colonisation impossible. Elle a obligé les colons à se claustrer dans les sept segments constitutifs d'un satellite artificiel construit comme solution de secours.